# Liste der Hochhäuser in Illinois außerhalb von Chicago
In der Liste der Hochhäuser in Illinois außerhalb von Chicago werden die Hochhäuser im US-Bundesstaat Illinois ab einer strukturellen Höhe von 60 Metern aufgezählt. Das bedeutet die Höhe bis zum höchsten Punkt des Bauwerks ohne Antenne. Aufgezählt werden nur fertiggestellte und im Bau befindliche Hochhäuser.

## Auflistung der Hochhäuser nach Höhe
| Nr. | Name                                        | Stadt            | Höhe  | Etagen | Baujahr | Status |
| --- | ------------------------------------------- | ---------------- | ----- | ------ | ------- | ------ |
| 1.  | Oakbrook Terrace Tower                      | Oakbrook Terrace | 127 m | 31     | 1986    | Erbaut |
| 2.  | Illinois State Capitol                      | Springfield      | 123 m | 5      | 1888    | Erbaut |
| 3.  | The Gallagher Centre                        | Itasca           | 120 m | 26     | 1991    | Erbaut |
| 4.  | Springfield Hilton                          | Springfield      | 107 m | 30     | 1973    | Erbaut |
| 5.  | Watterson Towers                            | Normal           | 91 m  | 28     | 1967    | Erbaut |
| 6.  | Twin Towers 1                               | Peoria           | 86 m  | 29     | 1984    | Erbaut |
| =   | Twin Towers 2                               | Peoria           | 86 m  | 29     | 1984    | Erbaut |
| 8.  | Chase Building                              | Evanston         | 84 m  | 22     | 1969    | Erbaut |
| =   | Sherman Plaza                               | Evanston         | 84 m  | 25     | 2007    | Erbaut |
| 10. | College Corner                              | Champaign        | 82 m  | 24     | 2009    | Erbaut |
| =   | Zurich Towers I                             | Schaumburg       | 82 m  | 20     | 1990    | Erbaut |
| =   | Zurich Towers II                            | Schaumburg       | 82 m  | 20     | 1988    | Erbaut |
| 13. | Esplanade I                                 | Downers Grove    | 81 m  | 19     | 1990    | Erbaut |
| =   | Optima Views                                | Evanston         | 81 m  | 28     | 2003    | Erbaut |
| 15. | 425 Woodfield Corporate Center              | Schaumburg       | 80 m  | 21     | 1986    | Erbaut |
| 16. | Commerce Bank Building                      | Peoria           | 78 m  | 17     | 1920    | Erbaut |
| 17. | Fox Island Place                            | Aurora           | 74 m  | 22     | 1928    | Erbaut |
| 18. | One Rotary Center                           | Evanston         | 72 m  | 18     | 1977    | Erbaut |
| =   | Park Evanston Apartments                    | Evanston         | 72 m  | 24     | 1997    | Erbaut |
| =   | Robert Rathbun Wilson Hall                  | Batavia          | 72 m  | 16     | 1973    | Erbaut |
| 21. | One Lincoln Centre                          | Oakbrook Terrace | 69 m  | 17     | 1986    | Erbaut |
| 22. | Burnham310                                  | Champaign        | 68 m  | 18     | 2008    | Erbaut |
| =   | Cameo Tower                                 | Elmwood Park     | 68 m  | 18     |         | Erbaut |
| =   | One Pierce Place                            | Itasca           | 68 m  | 17     | 1985    | Erbaut |
| =   | Westin Lombard Yorktown Center              | Lombard          | 68 m  | 19     | 2007    | Erbaut |
| 26. | Holmes Student Center                       | DeKalb           | 66 m  | 17     | 1962    | Erbaut |
| =   | One Wheaton Center                          | Wheaton          | 66 m  | 20     | 1975    | Erbaut |
| =   | Two Wheaton Center                          | Wheaton          | 66 m  | 20     | 1975    | Erbaut |
| 29. | Veterans Administration Hospital            | Maywood          | 65 m  | 15     |         | Erbaut |
| 30. | A.E. Staley Company Administration Building | Decatur          | 64 m  | 12     |         | Erbaut |
| =   | Joshua Arms                                 | Joliet           | 64 m  | 18     |         | Erbaut |
| =   | Sara Lee Building                           | Downers Grove    | 64 m  | 15     | 1992    | Erbaut |
| 33. | Mills Park Tower                            | Oak Park         | 62 m  | 19     | 1975    | Erbaut |
| =   | The Tower on Third                          | Champaign        | 62 m  | 21     | 1971    | Erbaut |
| 35. | 500 Park Boulevard                          | Itasca           | 60 m  | 14     | 1981    | Erbaut |
| =   | Illinois Building                           | Springfield      | 61 m  | 15     | 1930    | Erbaut |
| =   | Optima Old Orchard Woods                    | Skokie           | 60 m  | 20     | 2008    | Erbaut |